# Karina Due
Karina Fribourg Due (nascida a 23 de novembro de 1966, em Herning) é uma política dinamarquesa que foi membro do Folketing pelo Partido Popular Dinamarquês (PPD) de 2015 a 2019.

## Carreira política
De 2010 a 2015 Due foi membro do conselho municipal do município de Silkeborg e também membro do conselho regional da Jutlândia Central. Ela foi eleita para o parlamento nas eleições legislativas dinamarquesas de 2015 pelo PPD; ela concorreu novamente na eleição de 2019, mas não foi reeleita.